# 勁草嬌花
《勁草嬌花》是一首粵語原創流行曲，香港商業電台廣播劇《勁草嬌花》的插曲之一；在1962年面世，推出後雖流行一時，但直到1969年始首度出版，及後曾獲多位歌手翻唱。

## 沿革
廣播劇《勁草嬌花》講述的是兩個戲劇藝術學院女學生和一個音樂老師之間的三角戀。同名插曲則由劇本原作者方植作曲，任職於商台的周聰填詞，原唱歌手一說為聲演女主角的尹芳玲，一說為另一位商業電台播音員及歌手莫佩文。
1960年代的香港，粵語流行曲的社會地位甚低，商台首部有主題歌的廣播劇《薔薇之戀》是粵語對白，但同名主題曲卻是以國語唱出。此劇開商台採用粵語主題歌的先河，並成為日後的慣例。
此曲面世後不久獲《星島晚報》和《華僑日報》刊載其詞曲譜；詞人潘源良曾於電台節目憶述小時候聽到此曲甚為震憾
；周聰曾表示包括此曲在內的多首粵語廣播劇歌曲「每首都有近萬人索取歌詞」。但唱片公司因對市場缺乏信心，至1969年，此曲才見於商台的開台十周年紀念專輯《商台歌集第一輯》內（唱片編號CR1001，莫佩文演唱）。
此後翻唱者漸多，70年代有陳浩德、麗莎、張慧、鄭錦昌、徐小鳳、李寶瑩、甄秀儀等，80年代有林珊珊、歐陽佩珊、方伊琪，千禧年後有劉雅麗、張德蘭、張偉文、黃耀明、吳雨霏等。2015年，叱咤樂壇流行榜頒獎典禮上，黃耀明和林憶蓮演唱此曲以悼念創辦人何佐芝。

## 歌曲特徵
此曲為4/4節拍，旋律以F調寫成，富中式小調的味道，編曲、結構卻西洋化，採用了結他和提琴等樂器及AABA的曲式，節奏型態為波雷洛（Bolero）。
獲詞評人黃志華評為帶有哲理和勵志色彩的情歌，周聰捨棄慣用的國語時代曲語體文風，改以芳草美人式的中國古典詩詞修辭寫成。

## 註腳
1. ↑  無「主題曲」，另一首插曲名為《飛花曲》。